# Рункел
Рункел (њем. Runkel) град је у њемачкој савезној држави Хесен. Једно је од 19 општинских средишта округа Лимбург-Вајлбург. Према процјени из 2010. у граду је живјело 9.658 становника. Посједује регионалну шифру (AGS) 6533013.

## Географски и демографски подаци
Рункел се налази у савезној држави Хесен у округу Лимбург-Вајлбург. Град се налази на надморској висини од 180 метара. Површина општине износи 43,7 km². У самом граду је, према процјени из 2010. године, живјело 9.658 становника. Просјечна густина становништва износи 221 становника/km².